# Левитин, Михаил Феликсович
Михаил Феликсович Левитин (настоящая фамилия Левитес; 27 августа 1953, Москва — 18 июля 1989, Москва) — советский кинокритик, ответственный секретарь журнала «Советский экран» (1988–1989).

## Биография
Родился 27 августа 1953 года в Москве. В 1979 году окончил заочное отделение киноведческого факультета Всесоюзного государственного института кинематографии (мастерская Клары Исаевой).
Работал старшим методистом и заведующим репертуарной частью дирекции кинотеатров Краснопресненского района Москвы, редактором отдела советского кино журнала «Советский экран».
С 1988 года – ответственный секретарь журнала «Советский экран».
Публиковался в журнале Всесоюзного объединения «Союзинформкино» «Новые фильмы», в журналах «Советский экран», «Мнения», в газетах «Советская культура», «Литературная газета», «Вечерняя Москва», «Литературная Россия», «Комсомольская правда». Иногда подписывал статьи псевдонимами С. Савостьянов, С. Громоздин.
Трагически погиб 18 июля 1989 года. Похоронен на 58-м участке Ваганьковского кладбища.
В 1993 году друзья издали небольшой сборник его статей «Шторм — нормальная погода». В 1995 году Гильдией киноведов и кинокритиков России и его матерью, Верой Исааковной Левитес, учреждена премия памяти Михаила Левитина лучшему молодому кинокритику.

## Лауреаты премии памяти Михаила Левитина лучшему молодому кинокритику
- 1994 — Наталья Сиривля
- 1995 — Сергей Добротворский и Лариса Малюкова
- 1996 — Станислав Ростоцкий
- 1997 — Дмитрий Савельев
- 1998 — Игорь Манцов
- 1999 — Борис Иванов — за книгу «Введение в японскую анимацию»; авторский коллектив студентов-киноведов ВГИКа (руководитель мастерской Е. Громов): М. Векслер, О. Васинский, А. Велитов, О. Григорьянц, М. Камышова, Л. Ковяткина, К. Макаренков, И. Королёва, К. Макаров, С. Мануилов, П. Портнов — за сборник «Кира Муратова-98»
- 2000 — Алексей Васильев — за серию публикаций
- 2001 — Антон Долин; студенты-киноведы ВГИКа (руководитель мастерской К. Огнев): С. Галаган, Д. Ивлянов, Н. Белогул
- 2002 — Анжелика Артюх — за публикации в журнале «Искусство кино»
- 2003 — Евгений Гусятинский — за публикации 2003 года: «Критика и клиника» («Искусство кино», № 5), «Лениниана Юсупа Разыкова» («Искусство кино», № 3), «Ни поездов, ни самолетов» («Искусство кино», № 10)
- 2004 — Константин Шавловский
- 2005 — Анастасия Машкова — за публикации в газете «Культура»; Алексей Гусев — за публикации в журнале «Сеанс»
- 2006 — Василий Степанов
- 2008 — Сергей Сычёв
- 2009 — Антон Долин
- 2010 — Ольга Зиброва
- 2011 — Борис Нелепо; Анна Ковалова
- 2012 — Владимир Лукин
- 2013 — Владимир Лященко
- 2014 — Егор Москвитин
- 2015 — Андрей Карташов
- 2016 — Алексей Артамонов
- 2017 — Денис Рузаев
- 2018 — Сергей Дёшин
- 2019 — Михаил Захаров; Максим Сухагузов[4]
- 2020 — Анастасия Гладильщикова[5]

В 2008 году в рамках церемонии состоялась презентации книги «Молодые pro кино», в которой представлены лучшие статьи лауреатов премии за 15 лет.